# Хуліо Сезар Ла Круз
Хуліо Сезар Ла Круз Пераза (ісп. Julio César La Cruz Peraza; нар. 11 серпня 1989, Камагуей, Куба) — кубинський боксер-любитель, олімпійський чемпіон 2016 та 2020 років, п'ятиразовий чемпіон світу (2011, 2013, 2015, 2017 та 2021) та чотириразовий чемпіон Панамериканських ігор (2011, 2015, 2019, 2023). Учасник Олімпійських ігор 2012 та 2024.

## Аматорська кар'єра

### Чемпіонат світу 2011
- 1/32 фіналу. Переміг Михайла Долголевеця (Білорусь) — 25-11
- 1/16 фіналу. Переміг Канера Саяка (Туреччина) — 17-7
- 1/8 фіналу. Переміг Енріко Келлінга (Німеччина) — 8-6
- 1/4 фіналу. Переміг Дам'єна Гупера (Австралія) — 14-13
- 1/2 фіналу. Переміг Єгора Мехонцева (Росія) — 21-15
- Фінал. Переміг Адільбека Ніязимбетова (Казахстан) — 17-13

### Олімпійські ігри 2012
- 1/8 фіналу. Переміг Іхаба аль Матбоулі (Йорданія) — 25-8
- 1/4 фіналу. Програв Ямагучі Фалькао Флорентіно (Бразилія) — 15-18

### Чемпіонат світу 2013
- 1/16 фіналу. Переміг Сержа Мішеля (Німеччина) — 3-0
- 1/8 фіналу. Переміг Олександра Гонзулю (Україна) — 3-0
- 1/4 фіналу. Переміг Абдельхафіда Беншабла (Алжир) — 3-0
- 1/2 фіналу. Переміг Джо Ворда (Ірландія) — 3-0
- Фінал. Переміг Адільбека Ніязимбетова (Казахстан) — 2-1

### Чемпіонат світу 2015
- 1/8 фіналу. Переміг Джошуа Буатсі (Велика Британія) — 3-0
- 1/4 фіналу. Переміг Хрвоє Сепа (Хорватія) — 3-0
- 1/2 фіналу. Переміг Павла Силягіна (Росія) — 3-0
- Фінал. Переміг Джо Ворда (Ірландія) — 3-0

### Олімпійські ігри 2016
- 1/8 фіналу:Переміг Мехмета Унала (Туреччина) 3-0
- 1/4 фіналу:Переміг Мішела Борхеса (Бразилія) — 3-0
- 1/2 фіналу:Переміг Матьє Бодерліка (Франція) — 3-0
- Фінал:Переміг Адільбека Ніязимбетова (Казахстан) — 3-0

### Чемпіонат світу 2017
- 1/8 фіналу. Переміг Рожеріо Ромеро (Мексика) — 5-0
- 1/4 фіналу. Переміг Ібрагіма Базуєва (Німеччина) — 5-0
- 1/2 фіналу. Переміг Карлоса Міна (Еквадор) — 5-0
- Фінал. Переміг Джо Ворда (Ірландія) — 5-0

### Чемпіонат світу 2019
- 1/16 фіналу. Переміг Мохамеда Хамрі (Алжир) — 5-0
- 1/8 фіналу. Переміг Гаетана Мтамбве (Франція) — 5-0
- 1/4 фіналу. Переміг Георгія Кушиташвілі (Росія) — 5-0
- 1/2 фіналу. Програв Бекзаду Нурдаулетову (Казахстан) — 1-4

### Олімпійські ігри 2020
- 1/8 фіналу. Переміг Еллі Аджові Очола (Кенія) — 5-0
- 1/4 фіналу. Переміг Енмануеля Реєса (Іспанія) — 4-1
- 1/2 фіналу. Переміг Абнера Тейшейру (Бразилія) — 5-0
- Фінал. Переміг Мусліма Гаджімагомедова (Російська олімпійська команда) — 5-0

### Чемпіонат світу 2021
- 1/16 фіналу. Переміг Радослава Пантелеєва (Болгарія) — 5-0
- 1/8 фіналу. Переміг Туфана Шаріфі (Іран) — 5-0
- 1/4 фіналу. Переміг Садама Магомедова (Сербія) — 5-0
- 1/2 фіналу. Переміг Мадіяра Саядріхомова (Узбекистан) — 5-0
- Фінал. Переміг Азіз Аббес Мухідіна (Італія) — 4-1

### Чемпіонат світу 2023
- 1/16 фіналу. Переміг Джемала Босняка (Боснія і Герцеговина) — 5-0
- 1/8 фіналу. Переміг Айкена Іні (Австралія) — 5-0
- 1/4 фіналу. Програв Лазізбеку Муллажонову (Узбекистан) — 1-4

На Панамериканських іграх 2023 здобув чотири перемоги, у тому числі в фіналі над Кено Мачадо (Бразилія), став чемпіоном вчетверте і кваліфікувався на Олімпійські ігри 2024. На Олімпійських іграх 2024 програв в першому бою Лорену Альфонсо (Азербайджан) — 2-3.